# Epidendrum capricornu
Epidendrum capricornu es una especie de orquídea epífita del género Epidendrum.

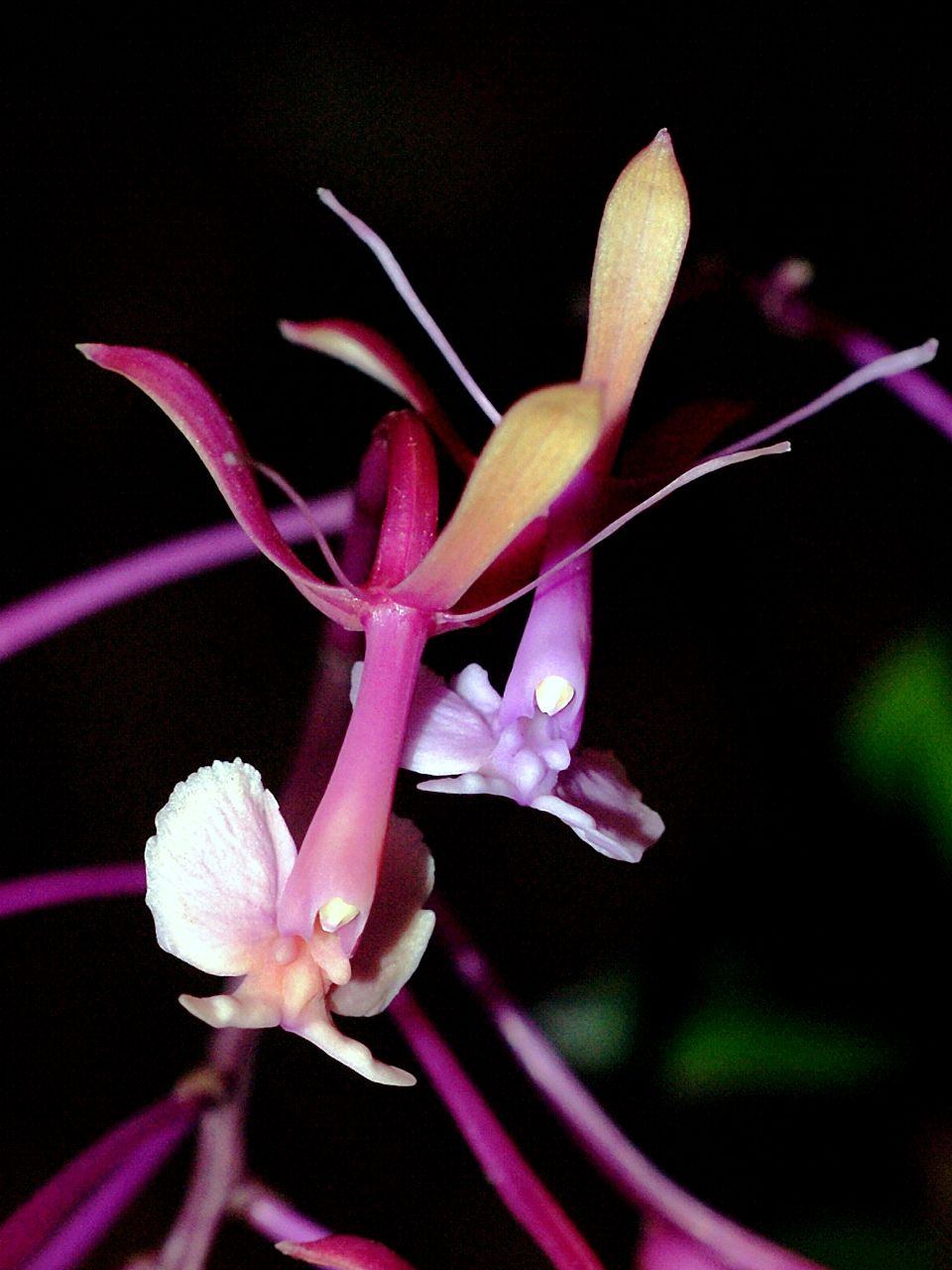
Detalle de la flor

## Descripción
Es una orquídea de pequeño a mediano tamaño que prefiere el clima fresco al frío, con hábito epifita que crece con un simple tallo como una caña, cilíndrico hacia la base, lateralmente comprimido hacia el ápice, erguido, recto que surge envuelto por vainas tubulares basales, con hasta 11 hojas superiores en el tallo, dísticas, desiguales en tamaño, oblongo-elípticas, agudas, herbáceas, con margen entero, basalmente unidas. Florece en una inflorescencia laxa, delgada, comprimida lateralmente, con hasta 70 flores paniculadas con una bráctea basal, estrechamente triangular, la apertura de las flores se produce en casi cualquier época del año.

## Distribución
Se encuentra en Ecuador y Perú en altitudes de 1700 a 2750 metros.

## Taxonomía
Epidendrum capricornu fue descrita por Friedrich Wilhelm Ludwig Kraenzlin y publicado en Botanische Jahrbücher für Systematik, Pflanzengeschichte und Pflanzengeographie 54, Beibl. 117: 24. 1916.
Etimología
Ver: Epidendrum
capricornu: epíteto latino que significa "como el cuerno de cabra".